# Мещеряков, Роман Валерьевич
Рома́н Вале́рьевич Мещеряко́в (род. 30 октября 1974, Бийск) — российский учёный в области области вычислительных методов и систем искусственного интеллекта, доктор технических наук, профессор, профессор РАН. Главный научный сотрудник Института проблем управления им. В. А. Трапезникова РАН. Лауреат премии Правительства Российской Федерации в области образования.

## Биография
Родился 30 октября 1974 года в городе Бийске Алтайского края.
В 1997 году с отличием окончил Алтайский государственный технический университет им. И. И. Ползунова, факультет информационных технологий, автоматизации и управления, с присуждением квалификации инженера по специальности «информационно-измерительная техника и технологии». Одновременно с учёбой с 1994 года работал инженером.
С 1997 года аспирант Томского государственного университета систем управления и радиоэлектроники (ТУСУР). В 2000 году досрочно защитил диссертацию на соискание учёной степени кандидата технических наук по специальности 05.13.01 на тему «Управление просодией при синтезе речи по печатному тексту».
С 2001 года заместитель директора Центра технологий безопасности (ЦТБ) ТУСУР и заведующий лаборатории систем безопасности ЦТБ ТУСУР, с 2008 года — заместитель директора Института системной интеграции и безопасности ТУСУР.
В 2002 году присвоено учёное звание доцента по кафедре комплексной информационной безопасности электронно-вычислительных систем.
С февраля 2011 по декабрь 2014 года заместитель начальника научного управления. С января 2013 года — заведующий кафедрой Безопасности информационных систем факультета безопасности ТУСУР, с апреля 2013 года — директор Регионального учебно-научного центра Восточной Сибири и Дальнего Востока по проблемам информационной безопасности в системе высшей школы. 
В 2012 году защитил докторскую диссертацию на спецтему по специальности 05.13.01 - Системный анализ, управление и обработка информации (технические науки).
В 2014 году присвоено ученое звание профессора по специальности 05.13.01 - Системный анализ, управление и обработка информации.
С декабря 2014 по июнь 2018 года проректор по научной работе и инновациям ТУСУР.
С июля 2018 года по настоящее время главный научный сотрудник Института проблем управления им. В. А. Трапезникова РАН, заведующий лабораторией 80 Киберфизических систем ИПУ РАН, директор центра интеллектуальных робототехнических систем ИПУ РАН.
Область научных интересов — киберфизические системы, системный анализ, обработка биометрических данных, кибербезопасность, робототехника.
Под его научным руководством подготовлено 12 кандидатов наук, являлся консультантом по 4 докторским диссертациям.
Эксперт РАН, РИИНКЦЭ, ФПИ. Росакредагентства, экспертного совета по управлению, компьютерным и информационным наукам ВАК при Минобрнауки РФ, член экспертного совета по направлению 09 Инженерные науки РНФ.
Мещеряков Р.В. – член редколлегий журналов «Автоматика и телемеханика», «Проблемы управления», «Информатика и автоматизация», «Безопасность информационных технологий», «Речевые технологии», "Информация и безопасность" и др., организатор международных конференций; Руководитель общемосковского научного семинара: «Проблемы управления автономными робототехническими комплексами».
Автор (соавтор) более 600 публикаций, в том числе 10 монографий, 37 учебных пособий и учебников, 48 патентов на изобретения и свидетельств о регистрации программ (данные на начало 2024 года). Профессор РАН (09.02.2016).
Женат, воспитывает дочь.

## Основные работы
- Жарко Е.Ф., Промыслов В.Г., Исхаков А.Ю., Мещеряков Р.В., Семенков К.В., Абдулова Е.А., Байбулатов А.А., Исхаков С.Ю. Кибербезопасность беспилотных транспортных средств. Архитектура. Методы проектирования. М.: Радиотехника, 2021. – 160 с.
- Промыслов В.Г., Акимов Н.Н., Абдулова Е.А., Голубев П.А., Жарко Е.Ф., Жмайлов В.В., Лепехин И.Ю., Лобанок О.И., Исхаков А.Ю., Мещеряков Р.В., Полетыкин А.Г., Мусихин А.М., Пронин В.В., Семенков К.В., Цыренов Д.В. Оценка риска и обеспечение кибербезопасности атомных электростанций. М.: ИПУ РАН, 2022. – 193 с.
- Обработка информации в иерархической системе [Текст] : учебное пособие / Р. В. Мещеряков ; М-во образования и науки РФ, Томский гос. ун-т систем упр. и радиоэлектроники (ТУСУР). — Томск : В-Спектр, 2014. — 35 с. : ил., табл.; 21 см; ISBN 978-5-91191-312-0
- Мещеряков Р.В., Харченко С.С., Костюченко Е.Ю. Математическая электроакустическая модель псевдоголоса и программный комплекс голосовой реабилитации пациентов после ларингэктомии на основе бионических принципов. Томск: В-Спектр, 2017. – 96 с.

## Награды
- Лауреат премии Правительства РФ в области образования (2009) — за создание комплекта учебных пособий, учебников и монографий по криптографическим, программно-аппаратным, техническим методам и средствам защиты информации, обеспечивающего подготовку специалистов в области информационной безопасности для образовательных учреждений высшего профессионального образования
- пятикратный Лауреат премии Томской области в сфере образования и науки (2004, 2007, 2010, 2011, 2018),
- Медаль Федерации космонавтики им. К.Э Циолковского (2012),
- Медаль Федерации космонавтики им. М. Ф. Решетнева (2014),
- Медаль Федерации космонавтики им. М. В. Келдыша (2014),
- Награды ФСТЭК России: медаль «За укрепление государственной системы защиты информации» II степени (2012), грамоты за укрепление государственной системы защиты информации (2008, 2014),
- Почётная грамота Министерства образования и науки РФ за многолетнюю плодотворную работу по развитию и совершенствованию учебного процесса, значительный вклад в дело подготовки высококвалифицированных специалистов (2013),
- Почётный работник науки и техники Российской Федерации (2017),
- Медаль МЧС России «За содружество во имя спасения» (2022),
- Медаль «300 лет Российской академии наук» (2024).
- Премия имени А. А. Расплетина — за цикл работ по созданию и развитию методов функционирования гетерогенных эргатических робототехнических систем (2024).